# Université nationale Chengchi
L'université nationale Chengchi (chinois simplifié : 国立政治大学 chinois traditionnel : 國立政治大學 pinyin : Guólì Zhèngzhì Dàxué litt. « Université nationale de politique » ; en anglais : National Chengchi University (National University of Governance), abrégé NCCU (ou 政大), est une université publique située à Taipei, la capitale de Taïwan. Premièrement établie à Nankin en 1927, elle fut relocalisée à Taipei en 1954 et elle est la première université publique que le gouvernement nationaliste du Kuomintang (KMT) ait construit sur l’île.
NCCU est reconnue comme étant l'un des établissements d’enseignement supérieur les plus renommés et prestigieux à Taïwan, notamment pour les études en sciences humaines, en sciences sociales, en sciences politiques, en relations internationales, en communication, en langues, en littérature, en économie et en management. C'est également la seule université publique à Taïwan proposant des cursus en journalisme, publicité, radio et télévision, diplomatie et en certaines langues étrangères qui ne sont pas enseignées dans d'autres établissements publics à Taïwan.
Grâce à ses composantes académiques correspondantes aux fonctions publiques de l’État, NCCU a vu émergé plusieurs figures politiques de Taïwan et possède ou a possédé un corps professoral composé de ces derniers, notamment l'ex-président Ma Ying-jeou, son vice-président Vincent Siew (en) et la présidente actuelle Tsai Ing-wen.
Son nom Chengchi (政治) signifie la politique ou le gouvernance, et fait référence à sa fondation en 1927 comme institution de formation pour la fonction publique sous le gouvernement nationaliste de la République de Chine à Nankin, en Chine.

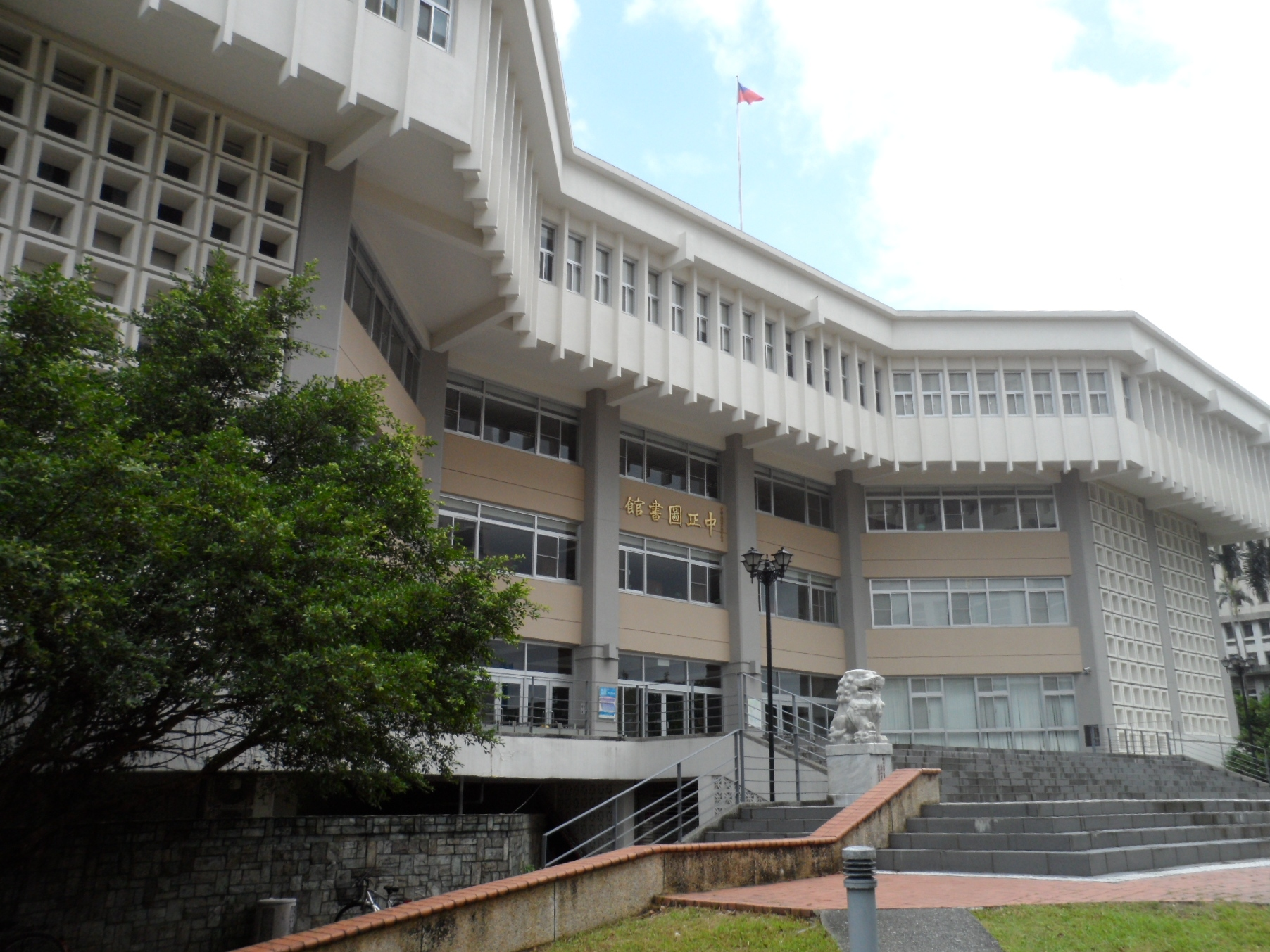
Bibliothèque principale de l'Université Nationale Chengchi

L'université entretient des relations étroites avec plusieurs institutions académiques taïwanaises tels que l'Academia sinica, l'Université nationale Yang-Ming, l'Université nationale de Taïwan et le Musée national du Palais.
L’Université Nationale de Chengchi est également en partenariat avec 505 établissements d'enseignement supérieur répartis dans le monde, ce qui permet à l'université et ses partenaires de mettre en place des programmes d'échange d'étudiants et de chercheurs ainsi que des programmes de coopération universitaire.

## Histoire
L'école a été créée en 1927 à Nankin, qui était alors la capitale de la Chine, sous le nom d'École centrale des affaires du Parti nationaliste chinois et sous le régime de la République de Chine présidée par Sun Yat-sen. En 1929, elle a été rebaptisée École centrale de gouvernance, après que le Kuomintang a réunifié la Chine lors de la campagne de l'Expédition du Nord. L'école a été construite sur la base de l'Université centrale nationale de Nankin, qui était alors la plus haute institution académique de la République de Chine. En 1946, elle a fusionné avec l'École centrale des cadres, qui a été fondée en 1944 par le Corps des jeunes des Trois principes du peuple à Chongqing. L'école fusionnée a ensuite été nommée l'Université centrale nationale de gouvernance, basée à Nankin. Lorsque le gouvernement nationaliste a perdu le contrôle de la Chine continentale en 1949, les activités de l'université ont été suspendues.
L'université a été rouverte par le Yuan exécutif en 1954 sous le nom d'Université nationale Chengchi à Taipei, afin de répondre aux besoins de la fonction publique et aux demandes croissantes de l'enseignement supérieur à Taiwan. Au départ, seuls les étudiants diplômés étaient admis, puis en 1955, l'école a commencé à offrir des places aux étudiants de premier cycle. En 1960, l'université a décerné le tout premier diplôme de docteur en sciences juridiques de la République de Chine. En 1964, l'école a lancé le tout premier programme en langue chinoise de maîtrise en administration des affaires dans le monde.
Traditionnellement, en tant qu'institution moderne de formation des fonctionnaires, la NCCU est considérée comme l'une des principales institutions de la République de Chine. Aujourd'hui, l'école est l'une des meilleures universités de Taïwan, et elle a également été élue comme sponsor dans le cadre du projet "Aim for the Top University" du Ministère de l'Éducation taïwanais.
En 2014, le Bureau de représentation du Japon à Taipei a inscrit NCCU parmi les sept universités taïwanaises les plus réputées.
En décembre 2019, NCCU a établi son premier bureau à l'étranger à Bangkok, en Thaïlande.

## Organisation
NCCU possède 10 facultés, que sont celles de commerce, de communication, de langues et littératures étrangères, des arts, d'affaires internationales, de droit, de science, de sciences sociales, de sciences de l'éducation et d'innovation internationale. Parmi ces 10 facultés, l'université nationale Chenchi offre 34 parcours de niveau bachelor chinois (BAC +4) proposés par chaque département, deux parcours interdisciplinaires de licence (Licence Études européennes et Licence Communication), 48 programmes de master (BAC +5 à BAC +6) (y compris les programmes interdisciplinaires), 32 programmes de doctorat, 16 programmes de master à temps partiel et 4 parcours interdisciplinaires en anglais (Parcours international de master en Études Asie-Pacifiques, Parcours international de MBA, Parcours international de master en Études de communication, Parcours international de doctorat en Études de l'Asie-Pacifique).
De surcroît, l'université est également associée à un établissement secondaire, une école primaire et une école maternelle ; la NCCU est en cela un établissement satisfaisant entièrement au système éducatif.
Subventionnéepar le « Plan national du Développement des meilleures universités du monde et des excellents centres de recherches », l'université nationale Chengchi possède la 2e bibliothèque universitaire la plus complète de Taïwan et est réputée notamment pour les domaines de droit et des sciences économiques. Etant le seul établissement taïwanais qui possède les accréditations AACSB et EQUIS, la faculté des sciences économiques et commerciales de NCCU est, selon le classement fait par The Financial Times, classé le 47e au niveau mondial et 1er au niveau national pour son programme de master en management. Pour les sciences sociales et humaines et les arts, QS World University Ranking classe l'université au 2e rang national.

## Anciens étudiants
- Lu Shiow-yen, femme politique
- Wu Tsing-Fong, musicien